# Paroniticellus festivus
Paroniticellus festivus là một loài bọ cánh cứng trong họ Bọ hung (Scarabaeidae).